# Peter Jacob Hjelm
Peter Jacob Hjelm (Sunnerbo Härad, Esmalanda, 2 de outubro de 1746 — Estocolmo, 7 de outubro de 1813) foi um químico sueco.
Foi o primeiro a isolar o elemento molibdênio, em 1781, quatro anos após sua descoberta.

## Vida
Após estudar na Universidade de Upsália obteve o doutorado. Foi professor da Academia de Minas e em 1782 foi chefe do Royal Mint. Em 1784 tornou-se membro da Academia Real das Ciências da Suécia.